# LHW/BBC Bo Bo 60 t
Die elektrische Tagebaulokomotive Bo Bo 60 t wurde bei LHW und BBC in der Zeit von 1929 bis 1931 in 15 Exemplaren gefertigt.
Die Lokomotiven wurden im Gegensatz zu den von Henschel und den Siemens-Schuckertwerken (SSW) gebauten Vorkriegslokomotiven von LHW (mechanisch) und BBC gefertigt, da die Anlagen der elektrischen Ausrüstung ebenfalls von BBC stammte. Der Großteil der Fahrzeuge wurde an die Grube Marie III der Anhaltischen Kohlenwerke geliefert, weitere Lokomotiven gelangten an die Grube Brigitta bei Spremberg und die Braunkohlengrube F. C. Heye bei Annahütte. Nach dem Zweiten Weltkrieg waren im Raum Senftenberg einige Lokomotiven vorhanden. 1957 galten drei Lokomotiven als erhalten, die bis Ende der 1970er Jahre noch vorhanden waren.

## Geschichte

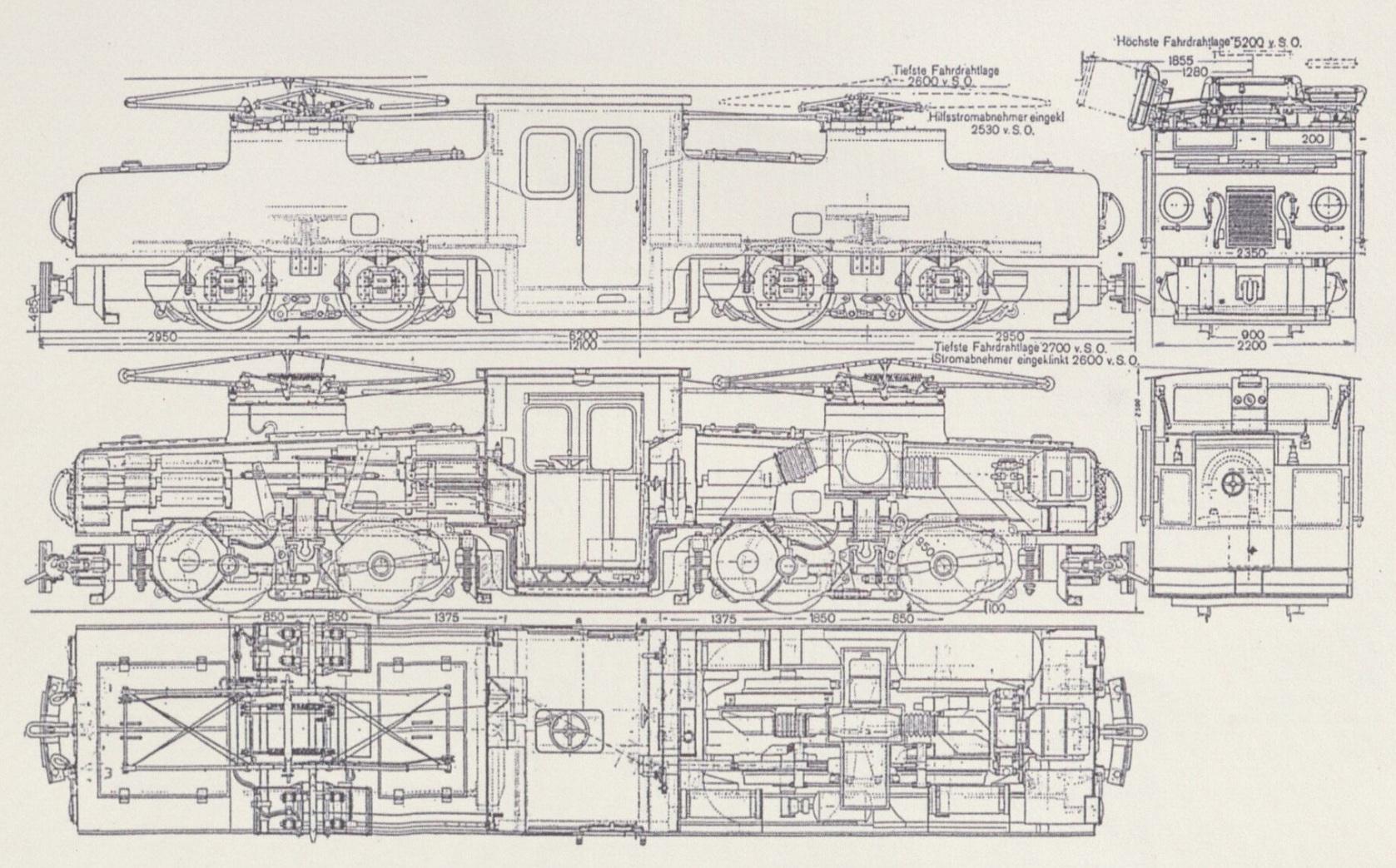
60t-schwere BBC-Lokomotive mit 640 kW Leistung auf einer Maßskizze aus dem Handbuch für den Braunkohlenbergbau

### Grube MarieIII
Der Großteil der Fahrzeuge ging an die Grube Marie III der Anhaltischen Kohlenwerke (AKW), wo sich bis 1938 für die schmalspurigen Bahnen Verladeanlagen befanden. Insgesamt neun Fahrzeuge mit den Fabriknummern LHW 3131–3137, 3141 und 3143 (mechanisch) und BBC 5098–5104, 5108 und 5110 (elektrisch) wurden zwischen 1929 und 1931 angeliefert. Die elektrischen Anlagen der Abraumbahn wurden von BBC als Einfachfahrleitung ohne Halteseil, der Straßenbahnleitung, ausgeführt. Die eingleisigen Strecken wurden mit gestreckten stählernen Auslegemasten, die zweigleisigen Strecken für die Überführungsbahnen zur besseren Übersichtlichkeit für das Lokpersonal mit seitlichen Masten und Fahrdraht mit einfacher Aufhängung ausgeführt. So wurde von der Firma BBC auch die Lieferung der elektrischen Lokomotiven vorgenommen. Bei den Lokomotiven sind nur die Fabriknummern bekannt, die Werksbezeichnungen sind unbekannt.

### Grube Brigitta
Nachdem ab 1921 die Grube Brigitta bei Spremberg 20 Henschel/SSW Bo Bo 46 t erhalten hatte, lieferte 1930 BBC die beiden Lokomotiven mit den Fabriknummern LHW 3138 und 3140 (mechanisch) und BBC 5105 und 5107 nach. Diese waren dort für die Versorgung des Kraftwerkes Trattendorfs zuständig.

### F.C.Heye Glashütte und Braunkohlewerke
Ein weiterer Kunde waren die Glashütten und Braunkohlenwerke F. C. Heye in Annahütte. Die Lokomotiven LHW 3139 und 3142, BBC 5106 und 5109 waren für den Betrieb mit 550 V Gleichspannung ausgelegt, die Lokomotive LHW 3145 BBC 5112 für den Betrieb mit 1200 V Gleichspannung. Auch bei diesen Lokomotiven sind nur die Fabriknummern bekannt.

### Nachkriegsgeschichte
Eine Lokomotive, die an die Grube Brigitta geliefert wurde (LHW 3140, BBC 5107), ist nach dem 2. Weltkrieg in dem Tagebau Neukirchen mit der Bezeichnung 2-6/60-A2 geführt. Die Lokomotive wird dort gefahren sein, bis sie durch Neubaulokomotiven abgelöst werden konnte. 
Eine Lokomotive mit der neuen Bezeichnung 2-10 wurde in der Werkstatt der LAUBAG in Brieske nach Angaben von Peter Pohle, damals Schichtleiter der Werkstatt, bis ungefähr 1975 als Rangierlokomotive verwendet. Sie war für das Rangieren von Fahrzeugen der Normalspur zuständig und hatte Regelspurpuffer erhalten.  
Eine weitere Lokomotive ist bekannt, die bis 1972 auf der Bahnstrecke Koselbruch–Heide im Einsatz war und die Bezeichnung 2-68 trug. Diese Lokomotive fuhr die letzten Einsatzjahre im Tagebau Olbersdorf. In Olbersdorf war nur Betrieb mit 600 V möglich, deshalb konnte die Lokomotive nur mit halber Kraft verkehren. Sie war noch bis Mitte der 1970er Jahre im Einsatz und musste dann mit einem Motorschaden abgestellt werden, da keine Ersatzteile mehr vorhanden waren. Bis 1978 wurde die Lok dann verschrottet. Die Maschine kann auch als die letzte betriebsfähige Lokomotive der Reihe angesehen werden.

## Technik
Die Lokomotiven entsprachen in der Bauart der üblichen Ausführung der Tagebaulokomotiven mit tief liegendem Führerhaus und zwei Vorbauten. Sie waren in der Höhe sehr gedrungen. Der mechanische Teil war eine Nietkonstruktion mit Mittelpufferkupplungen, die an den Drehgestellen befestigt waren. Das Führerhaus war für den Betrieb bei den Baggern sehr tief heruntergezogen, die Vorbauten waren sehr flach und trugen die zwei Haupt- und die vier Seiten-Stromabnehmer in gerader Form.
Die Antriebsmotoren in Tatzlagerbauart waren fremdbelüftet. Je Vorbau besaßen die Lokomotiven zwei Lüfter mit je zwei Luftschächten für die Kühlung der Fahrmotoren und der elektrischen Anlage.
Die elektrische Ausrüstung stammte von BBC und bestand aus Gleichstromtechnik, wo über die elektrische Spannung von der Fahrleitung über den zentral gelegenen Nockenfahrschalter mit der Widerstandssteuerung die elektrischen Fahrmotoren angetrieben wurden, die als Reihenschlussmaschinen ausgeführt waren. Die Druckluft für die Druckluftbremse wurde von zwei Kompressoren erzeugt, elektromechanische Schütze schalteten die Hilfsbetriebmotoren. Die Steuer- und Beleuchtungsspannung betrug 24 V. Die Elektrik wurde zu einem nicht bekannten Zeitpunkt auf die Spannungssysteme 600V oder 1200V = umgebaut.